# Hemimyzon songamensis
Hemimyzon songamensis är en fiskart som beskrevs av Nguyen 2005. Hemimyzon songamensis ingår i släktet Hemimyzon och familjen grönlingsfiskar. IUCN kategoriserar arten globalt som otillräckligt studerad. Inga underarter finns listade i Catalogue of Life.